# Leone Ginzburg

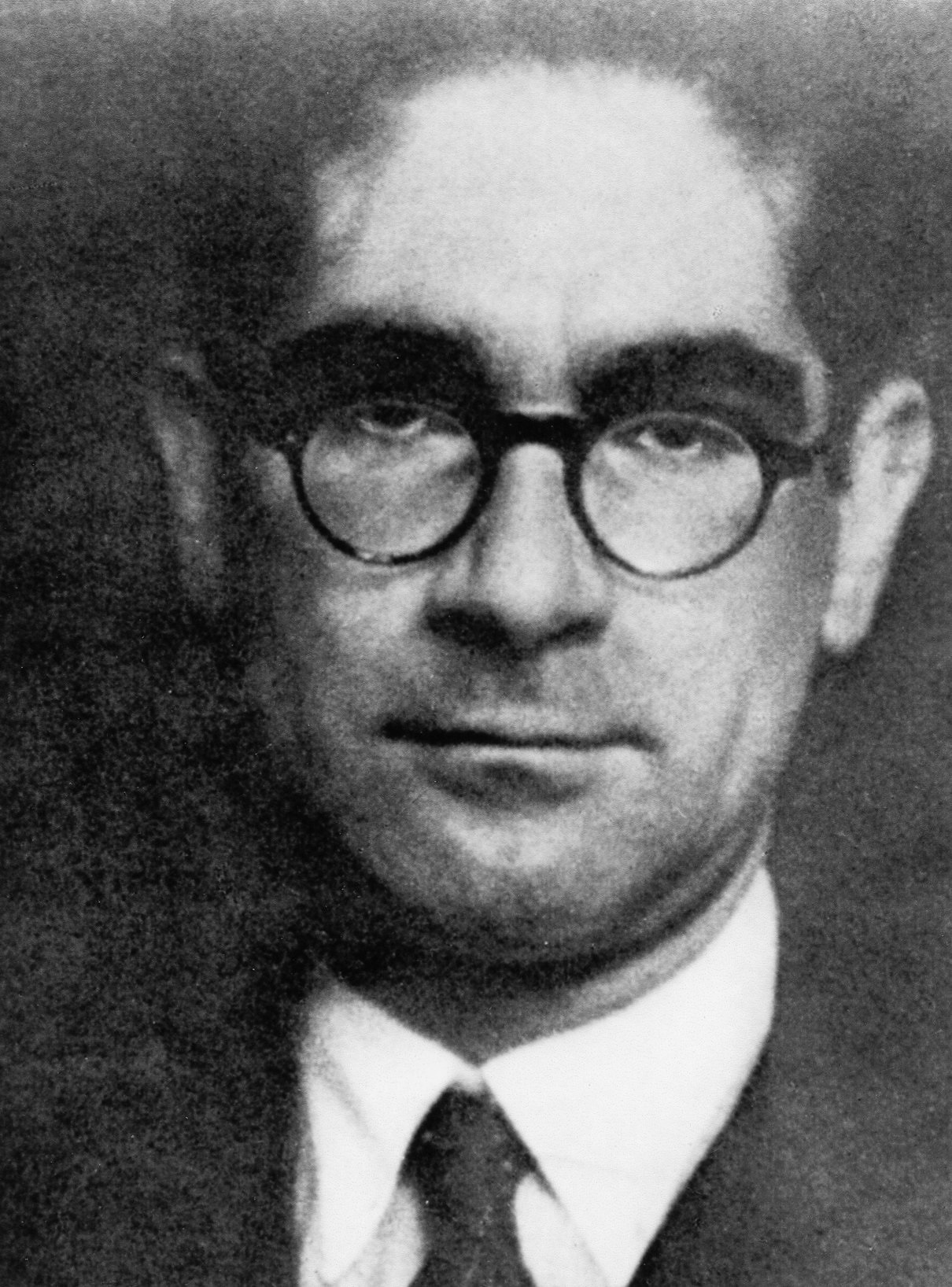
Leone Ginzburg

Leone Ginzburg (geboren 4. April 1909 in Odessa, Russisches Kaiserreich; gestorben 5. Februar 1944 in Rom) war ein ukrainischstämmiger italienischer Schriftsteller, Herausgeber und Journalist. Er ist vor allem durch sein antifaschistisches Engagement und als Held der Widerstandsbewegung bekannt.
Ginzburg war mit Natalia Ginzburg, geborene Levi, verheiratet und Vater des Historikers Carlo Ginzburg.

## Leben
Ginzburg, Sohn einer jüdisch-ukrainischen Familie, zog bereits als Kind nach Italien. In Turin besuchte er das Gymnasium, und zu seinen Schulkameraden gehörten bedeutende Persönlichkeiten wie Piero Gobetti, Norberto Bobbio und Cesare Pavese. Mit 21 Jahren wurde er italienischer Staatsbürger. Er erhielt ein Stipendium für Paris, wo er Verbindung mit den führenden Köpfen der Gruppe Giustizia e Libertà („Gerechtigkeit und Freiheit“) aufnahm.
Ab Dezember 1932 unterrichtete er Slawistik und Russische Literatur an der Turiner Universität. Gleichzeitig war er als Lektor für den Verlag Slavia in Turin tätig und half russischen Autoren, ihre Werke in Italien zu veröffentlichen. Mit Giulio Einaudi gründete er 1933 das Verlagshaus Einaudi. 1938 heiratete er Natalia Levi, die seitdem ihre Arbeiten unter dem Namen Ginzburg veröffentlichte.
Ginzburg lehnte den Faschismus ab und trat 1931, wie auch Carlo Levi, der von Carlo Rosselli gegründeten antifaschistischen Gruppe Giustizia e Libertà bei. Er verweigerte 1934 den Treueeid auf das faschistische Regime und verlor seine Lehrerlaubnis.
Kurze Zeit später wurde er wegen der Ponte-Tresa-Affäre verhaftet, als in der Nähe von Ponte Tresa Bücher über die italienisch-schweizerische Grenze geschmuggelt worden waren. Man konnte ihm nichts nachweisen und ließ ihn wieder frei. 1935 wurde er wieder verhaftet, diesmal wegen seiner Aktivitäten für Giustizia e Libertà. Mit den italienischen Rassegesetzen von 1938 wurde er staatenlos. 1940 wurde er mit Confino, landinternem Exil, bestraft und in die Abruzzen nach Pizzoli verbannt, wo er bis 1943 blieb. Er gehörte zu den Mitbegründern der im Untergrund operierenden Partito d’Azione, einer Partei des Widerstands.
Nach der Operation Husky, der alliierten Invasion Siziliens am 10. Juli 1943, ging Leone nach Rom. Dort wurde er von der Gestapo verhaftet und starb nach schwerer Folter im römischen Gefängnis Regina Coeli.

## Film
- Leone Ginzburg – oder die Macht des Wortes. (Originaltitel: La Scelta di Leone), 65 Min., Frankreich 2015, Regie: Florence Mauro[1]

## Musikalische Rezeption
Das Album The Ginzburg Geography der Band Charming Hostess beschreibt das Leben und die Arbeit von Natalia und Leone Ginzburg.